# Дарвін Юрій Іванович
Юрій Іванович Дарвін (рос. Юрий Иванович Дарвин; нар. 17 травня 1946, Баку) — радянський футболіст, що грав на позиції воротаря. По завершенні ігрової кар'єри — футбольний тренер. Майстер спорту СРСР. Відомий насамперед виступами за московський клуб «Спартак», нетривалий час виступав також за армійський клуб із Луцька.

## Клубна кар'єра
Народився 17 травня 1946 року в місті Баку. Юрій Дарвін є вихованцем футбольної школи бакинського клубу «Спартак», де він розпочав виступи в юнацькій команді. У 1967 році Юрій Дарвін отримав запрошення грати за новостворену команду майстрів «Текстильник» із міста Мінгечевір. Із 1968 року перейшов до команди «Полад» із Сумгаїта, що виступав на той час у другій групі класу «А», що відповідало по рівню майбутній першій лізі. У цьому клубі Юрій Дарвін стає основним воротарем, і за три сезони зіграв за команду 58 матчів. Але у сезоні 1969 року «Полад» вибуває у нижчу групу, і під час сезону 1970 року футболіст перейшов до складу майкопської команди «Дружба». У цій команді другої ліги Юрій Дарвін провів два сезони, й отримав запрошення виступати за вищоліговий «Спартак» із Москви.
У «Спартаку» Юрій Дарвін дебютував 4 березня 1972 року. Перший сезон виявився для футболіста найвдалішим за клуб. У цьому сезоні Дарвін став основним воротарем команди, зігравши за клуб 23 матчі у вищій лізі, 6 ігор у кубку СРСР та 4 матчі в єврокубках. Але вже у наступному сезоні Дарвін поступається місцем основного воротаря команди Олександру Прохорову, і зіграв лише 3 матчі за клуб у чемпіонаті СРСР та по одній кубковій та єврокубковій зустрічі. У 1974 році один сезон Юрій Дарвін виступав за армійський СК «Луцьк», а у 1975 році повернувся до «Спартака». Але за вищоліговий клуб воротар зіграв лише у 2 матчах чемпіонату, і покинув команду після весняного чемпіонату 1976 року. Лише з початку 1977 року футболіст знайшов собі нову команду — «Терек» з міста Грозного, за який Юрій Дарвін виступав протягом 1977–1978 років. У 1979 році Юрій Дарвін виступав за клубну команду московського «Спартака», що виступала у чемпіонаті Москви з футболу, а після цього завершив виступи на футбольних полях.

## Кар'єра тренера
Юрій Дарвін розпочав тренерську кар'єру в перерві кар'єри гравця, від липня до грудня 1976 року працюючи тренером воротарів у СДЮШОР московського «Спартака». Після продовження виступів на футбольних полях Дарвін покинув футбольну школу «Спартака», та повернувся до роботи у ній у 1979 році після закінчення кар'єри гравця, та до 1996 року тренував воротарів у школі «Спартака». Із 1997 до серпня 2001 року працював тренером воротарів головної команди московського «Спартака», а з 2002 до 2004 працював тренером воротарів у команді «Сатурн» із Раменського. У 2005 році повернувся у «Спартак» на посаду тренера воротарів. Натепер працює тренером воротарів у клубній академії «Спартака».